# Liuhe
För andra betydelser, se Liuhe (olika betydelser).
Liuhe, tidigare stavat Liuho, är ett härad som lyder under Tonghuas stad på prefekturnivå i Jilin-provinsen i nordöstra Kina. Det ligger omkring 200 kilometer söder om provinshuvudstaden Changchun. 